# Мухаммад I ібн Атаб
Мухаммад I ібн Атаб (д/н — після 829) — 2-й емір аль-Тефеліса у 813—829 роках.

## Життєпис
Відомостей про нього обмаль, основні надані аль-Якубі. Ймовірно належав до роду Атабідів. 813 року після загибелі Ісмаїла ібн Шуаба був призначений еміром аль-Тефеліса (Тбілісі). Продовжив боротьбу проти Ашота I, ерісмтавара Іберії, проте ймовірно не досяг значного успіху.
829 року повстав проти влади багдадського халіфа аль-Мамуна, проте повалений Халідом ібн Язідом, валі аль-Армінія I. Новим еміром було поставлено Алі ібн Шуаба.
Деякий час перебував у в'язниці. Є згадки, що він спробував відновити владу за часів Сааки ібн Ісмаїла, втім невдало.